# Iron
Pour les articles homonymes, voir Iron (homonymie).
Iron est une commune française située dans le département de l'Aisne, en région Hauts-de-France.

## Géographie

### Localisation
Iron se situe au nord du département de l'Aisne à 47 km de la préfecture Laon et à 32 km de la sous-préfecture Saint-Quentin. Guise est à 8 km, La Capelle à 20 km et Vervins à 25 km.
Le territoire de la commune est limitrophe de 7 communes. 
| Vénérolles                | La Neuville-lès-Dorengt | Dorengt           |
| Hannapes                  | Iron                    | Lavaqueresse      |
| Lesquielles-Saint-Germain |                         | Villers-lès-Guise |

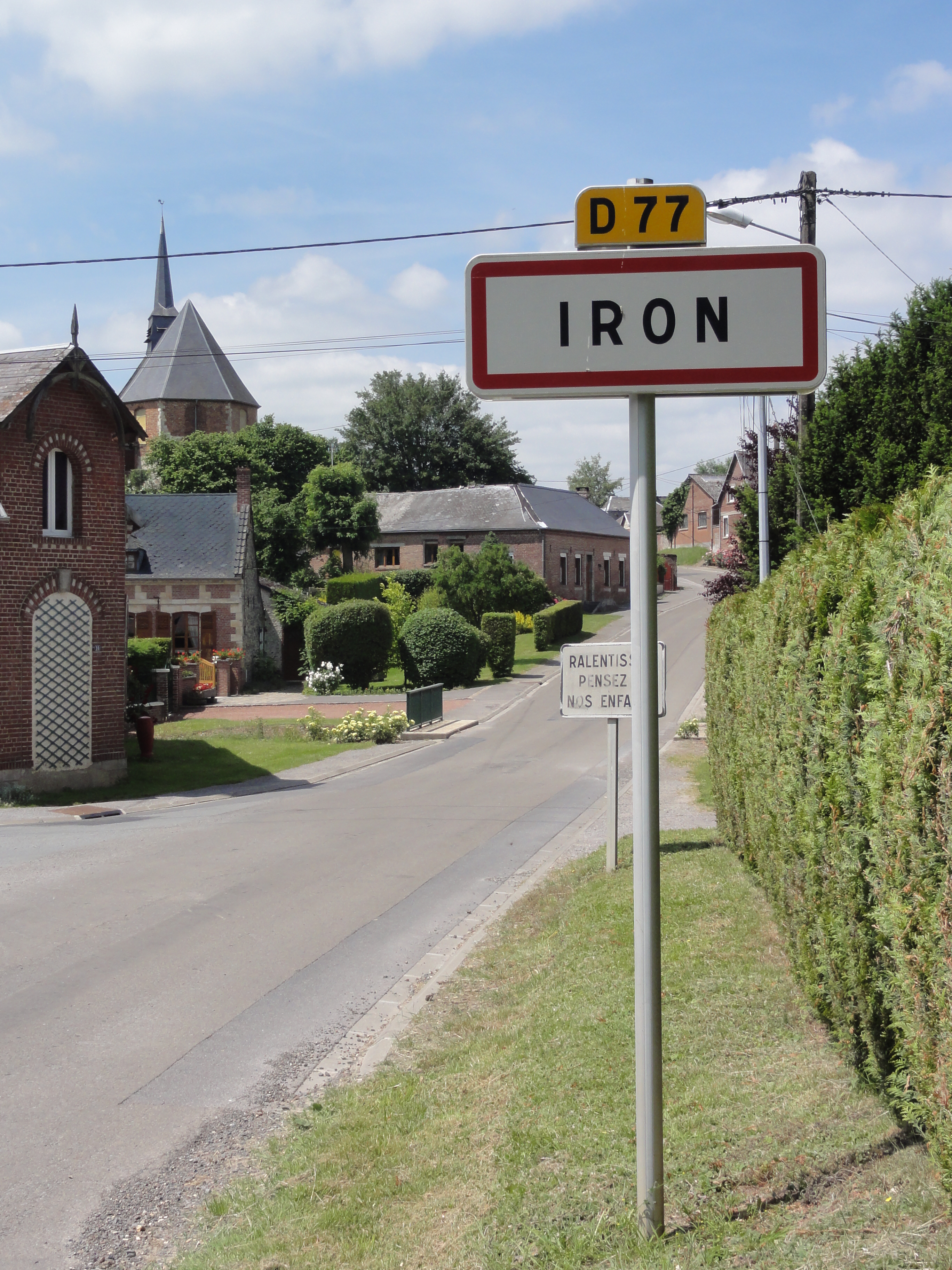
Entrée d'Iron.
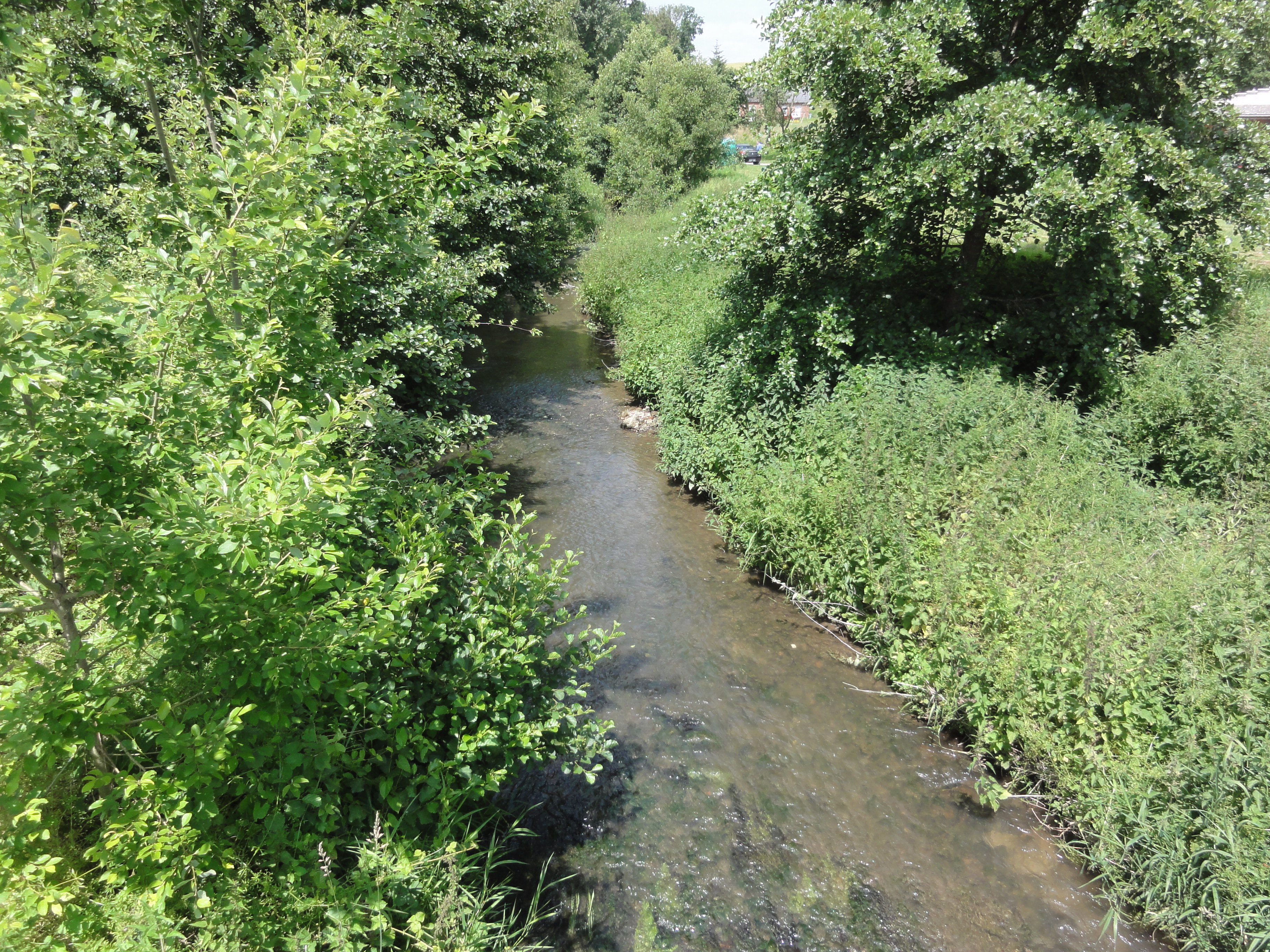
L'Iron à Iron.
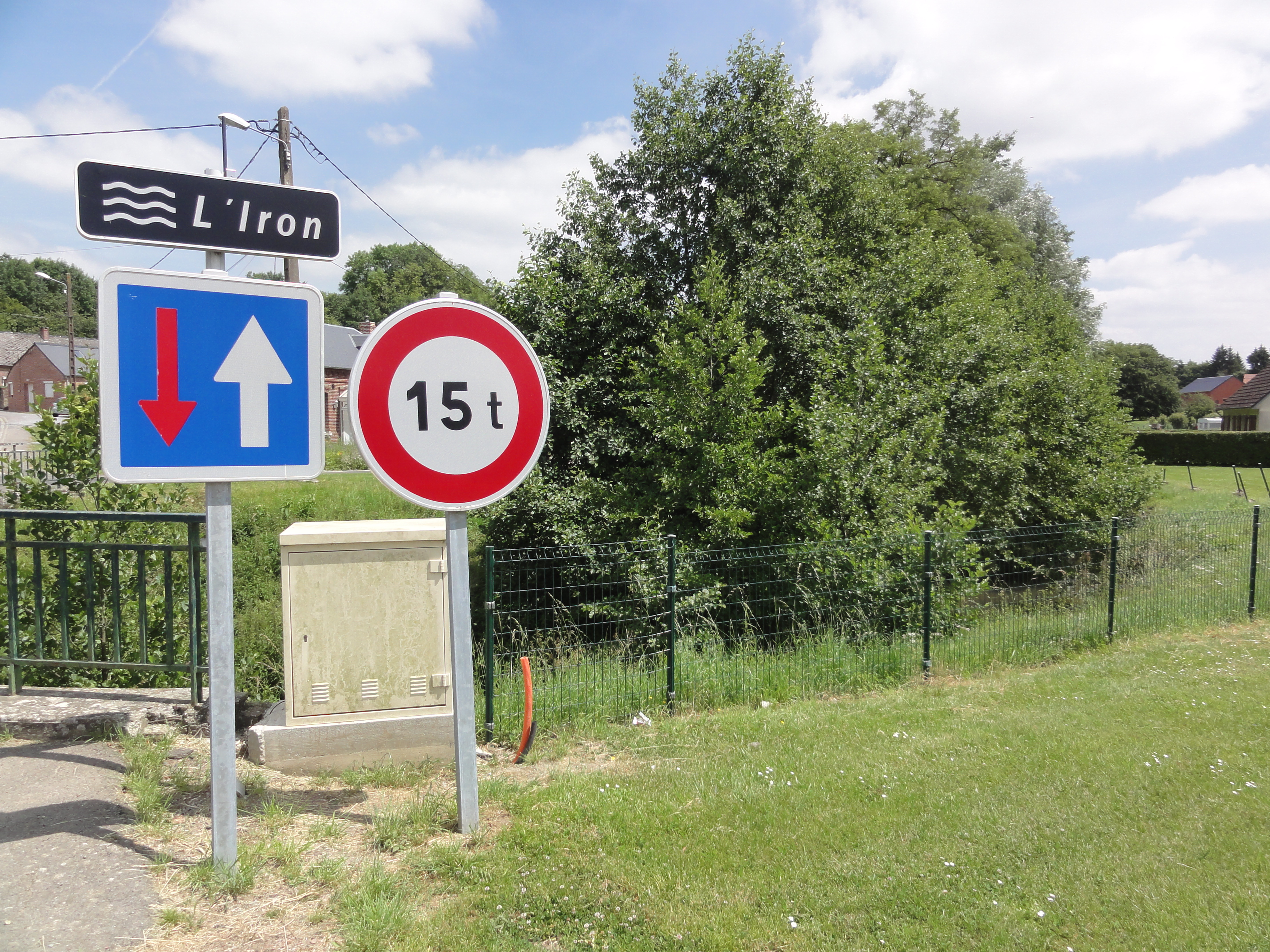
Plaque de l'Iron.

### Hydrographie
La commune est située dans le bassin Seine-Normandie. Elle est drainée par l'Iron, le fossé 02 de la commune de Iron et un autre petit cours d'eau,.
L'Iron, d'une longueur de 25 km, prend sa source dans la commune de La Flamengrie et se jette  dans le Noirrieu à Hannapes, après avoir traversé dix communes. Les caractéristiques hydrologiques de l'Iron sont données par la station hydrologique située sur la commune. Le débit moyen mensuel est de 0,507 m3/s. Le débit moyen journalier maximum est de 13,2 m3/s, atteint lors de la crue du 9 janvier 2022. Le débit instantané maximal est quant à lui de 23,7 m3/s, atteint le même jour.

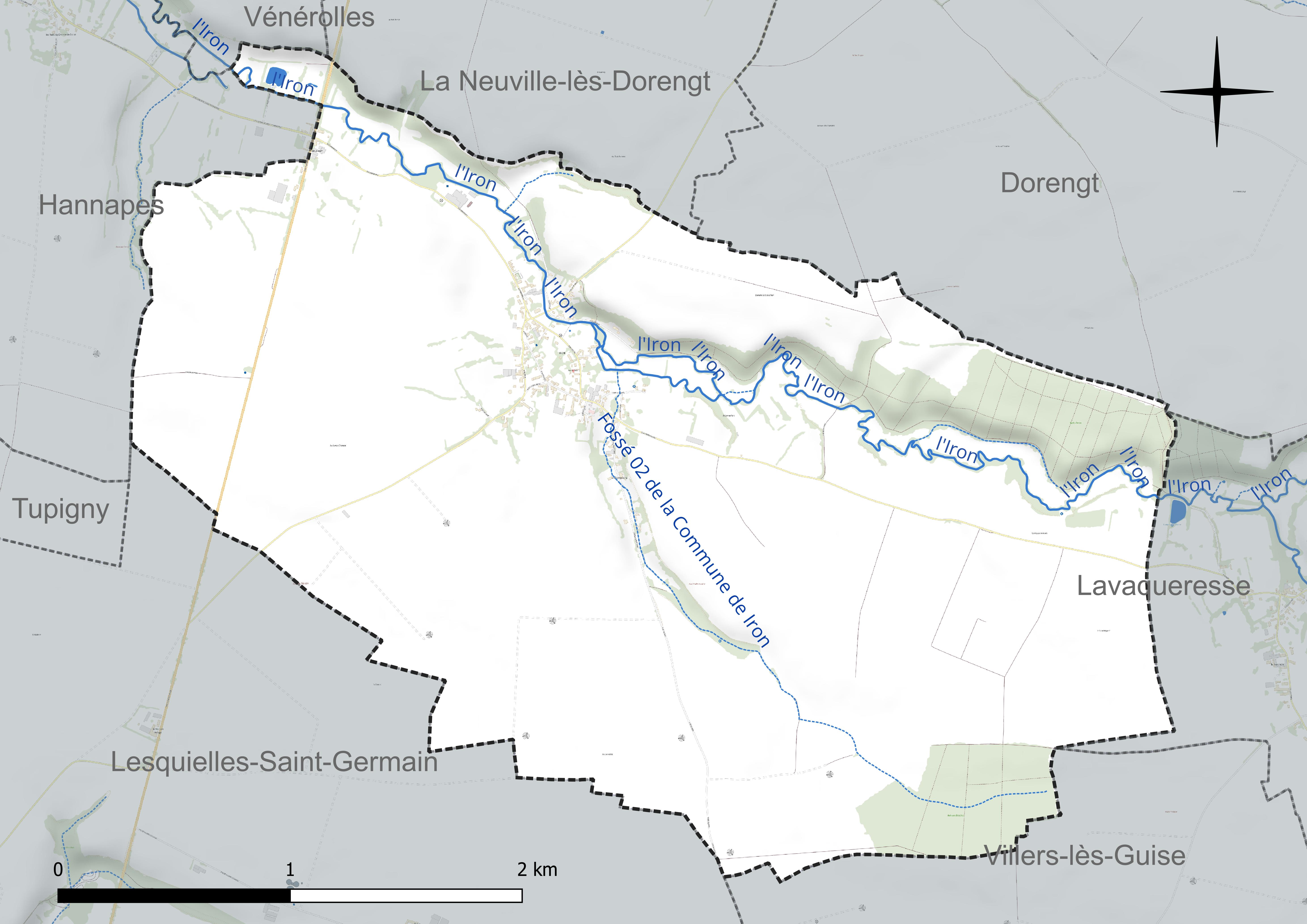
Réseau hydrographique d'Iron.

### Climat
Pour des articles plus généraux, voir Climat des Hauts-de-France et Climat de l'Aisne.
En 2010, le climat de la commune est de type climat océanique dégradé des plaines du Centre et du Nord, selon une étude du CNRS s'appuyant sur une série de données couvrant la période 1971-2000. En 2020, Météo-France publie une typologie des climats de la France métropolitaine dans laquelle la commune est exposée à un climat océanique altéré et est dans la région climatique Nord-est du bassin Parisien, caractérisée par un ensoleillement médiocre, une pluviométrie moyenne régulièrement répartie au cours de l'année et un hiver froid (3 °C).
Pour la période 1971-2000, la température annuelle moyenne est de 10 °C, avec une amplitude thermique annuelle de 14,9 °C. Le cumul annuel moyen de précipitations est de 791 mm, avec 12,4 jours de précipitations en janvier et 9,4 jours en juillet. Pour la période 1991-2020, la température moyenne annuelle observée sur la station météorologique la plus proche, située sur la commune de Fontaine-lès-Vervins à 21 km à vol d'oiseau, est de 10,5 °C et le cumul annuel moyen de précipitations est de 826,3 mm,. Pour l'avenir, les paramètres climatiques de la commune estimés pour 2050 selon différents scénarios d'émission de gaz à effet de serre sont consultables sur un site dédié publié par Météo-France en novembre 2022.

## Urbanisme

### Typologie
Au 1er janvier 2024, Iron est catégorisée commune rurale à habitat dispersé, selon la nouvelle grille communale de densité à 7 niveaux définie par l'Insee en 2022.
Elle est située hors unité urbaine. Par ailleurs la commune fait partie de l'aire d'attraction de Guise, dont elle est une commune de la couronne,. Cette aire, qui regroupe 21 communes, est catégorisée dans les aires de moins de 50 000 habitants,.

### Occupation des sols
L'occupation des sols de la commune, telle qu'elle ressort de la base de données européenne d'occupation biophysique des sols Corine Land Cover (CLC), est marquée par l'importance des territoires agricoles (87,5 % en 2018), une proportion identique à celle de 1990 (87,5 %). La répartition détaillée en 2018 est la suivante : 
terres arables (71,3 %), prairies (16,2 %), forêts (8,8 %), zones urbanisées (3,7 %).
L'évolution de l'occupation des sols de la commune et de ses infrastructures peut être observée sur les différentes représentations cartographiques du territoire : la carte de Cassini (XVIIIe siècle), la carte d'état-major (1820-1866) et les cartes ou photos aériennes de l'IGN pour la période actuelle (1950 à aujourd'hui).

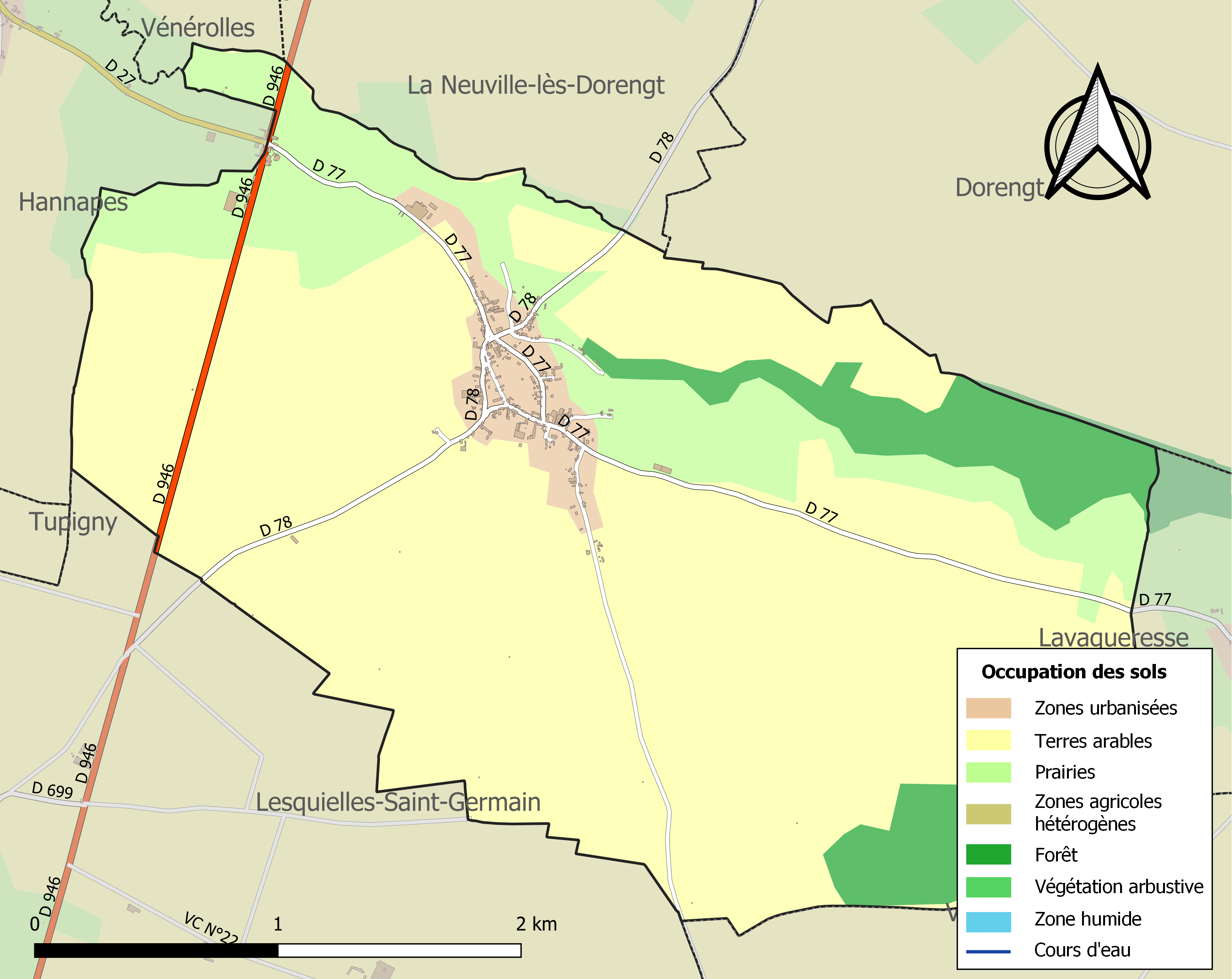
Carte de l'occupation des sols de la commune en 2018 (CLC).

## Toponymie
Le nom de la localité est attesté sous les formes Yrun (1156) ; Irun (1172) ; Yron (1178) ; Hiron (1643) ; Hiron (1668).
De la racine pré-celtique *ir, variante d'irun, nom de lieu devenu un patronyme.

## Politique et administration

### Découpage territorial
La commune d'Iron est membre de la communauté de communes Thiérache Sambre et Oise, un établissement public de coopération intercommunale (EPCI) à fiscalité propre créé le 1er janvier 2017 dont le siège est à Guise. Ce dernier est par ailleurs membre d'autres groupements intercommunaux.
Sur le plan administratif, elle est rattachée à l'arrondissement de Vervins, au département de l'Aisne et à la région Hauts-de-France. Sur le plan électoral, elle dépend du  canton de Guise pour l'élection des conseillers départementaux, depuis le redécoupage cantonal de 2014 entré en vigueur en 2015, et de la troisième circonscription de l'Aisne  pour les élections législatives, depuis le dernier découpage électoral de 2010.

### Administration municipale
| Période                                  | Période                       | Identité       | Étiquette | Qualité                                                                  |
| ---------------------------------------- | ----------------------------- | -------------- | --------- | ------------------------------------------------------------------------ |
| Les données manquantes sont à compléter. |                               |                |           |                                                                          |
| 1973                                     | mai 2020                      | André Gruselle | DVD       | Retraité de l'agriculture Réélu pour un 9e mandat consécutif (2014-2020) |
| mai 2020                                 | En cours (au 12 juillet 2020) | Marc Willemain |           |                                                                          |

## Démographie
L'évolution du nombre d'habitants est connue à travers les recensements de la population effectués dans la commune depuis 1793. Pour les communes de moins de 10 000 habitants, une enquête de recensement portant sur toute la population est réalisée tous les cinq ans, les populations de référence des années intermédiaires étant quant à elles estimées par interpolation ou extrapolation. Pour la commune, le premier recensement exhaustif entrant dans le cadre du nouveau dispositif a été réalisé en 2004.

En 2022, la commune comptait 219 habitants, en évolution de −10,61 % par rapport à 2016 (Aisne : −1,97 %, France hors Mayotte : +2,11 %).
| 1793 | 1800 | 1806 | 1821 | 1831 | 1836 | 1841 | 1846 | 1851 |
| ---- | ---- | ---- | ---- | ---- | ---- | ---- | ---- | ---- |
| 528  | 560  | 596  | 655  | 768  | 733  | 781  | 812  | 870  |

| 1856 | 1861 | 1866 | 1872 | 1876 | 1881 | 1886 | 1891 | 1896 |
| ---- | ---- | ---- | ---- | ---- | ---- | ---- | ---- | ---- |
| 877  | 836  | 856  | 743  | 693  | 676  | 692  | 637  | 616  |

| 1901 | 1906 | 1911 | 1921 | 1926 | 1931 | 1936 | 1946 | 1954 |
| ---- | ---- | ---- | ---- | ---- | ---- | ---- | ---- | ---- |
| 473  | 505  | 459  | 321  | 353  | 341  | 339  | 336  | 345  |

| 1962 | 1968 | 1975 | 1982 | 1990 | 1999 | 2004 | 2006 | 2009 |
| ---- | ---- | ---- | ---- | ---- | ---- | ---- | ---- | ---- |
| 332  | 300  | 276  | 287  | 284  | 225  | 222  | 226  | 220  |

| 2014 | 2019 | 2022 | - | - | - | - | - | - |
| ---- | ---- | ---- | - | - | - | - | - | - |
| 242  | 225  | 219  | - | - | - | - | - | - |

## Culture locale et patrimoine

### Lieux et monuments
- Église Saint-Denis.
- Monument aux morts.
- Monument commémorant les soldats anglais morts le 25 février 1915.

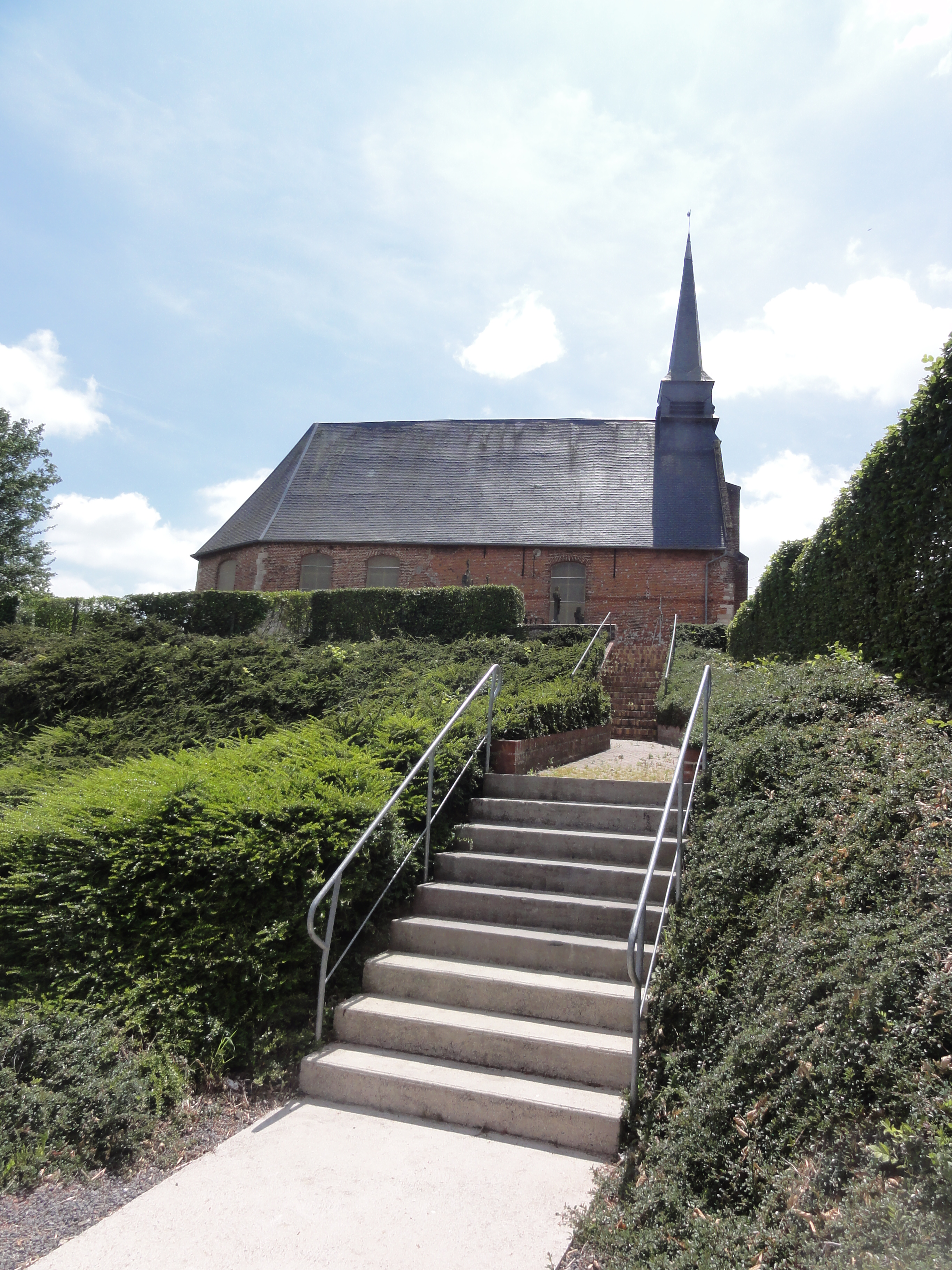
Église Saint-Denis.
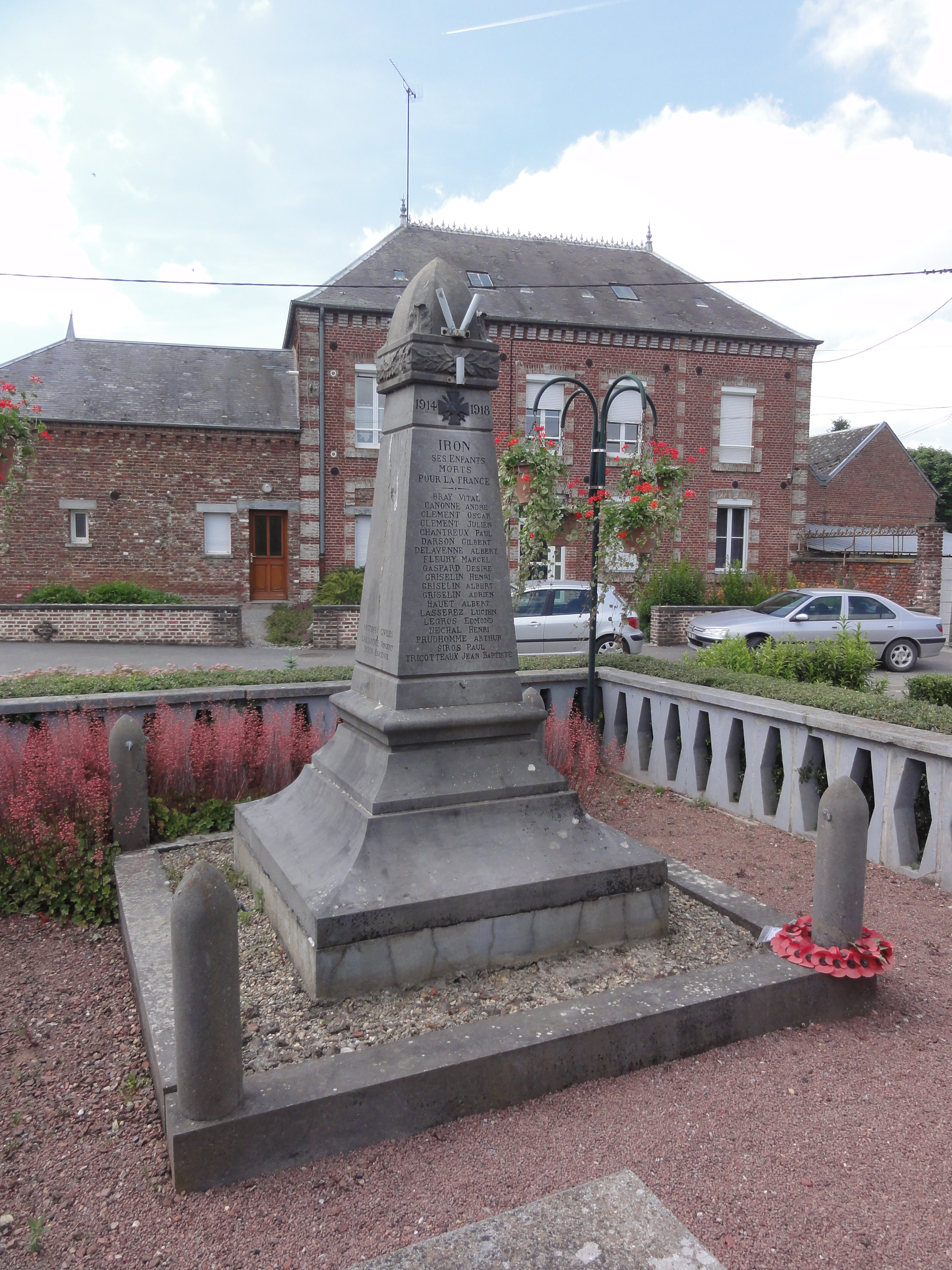
Monument aux morts.
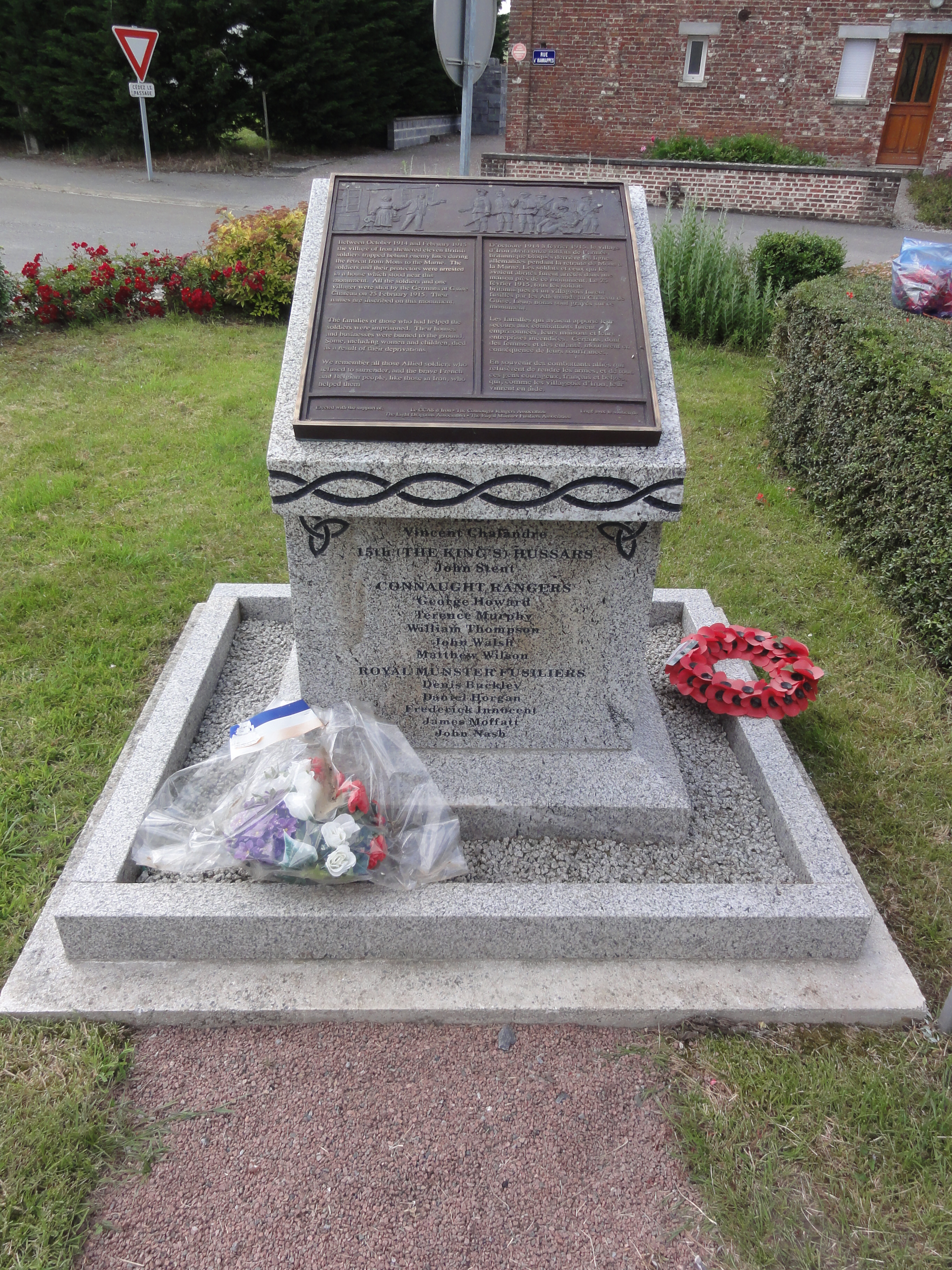
Monument des Anglais.

### Personnalités liées à la commune
- Jean-Baptiste Denisart, procureur au  Châtelet de Paris, né à Iron en 1712 et mort à Paris en 1765, est l'auteur d'un ouvrage clair, méthodique et précis, au titre plusieurs fois réimprimé de Collection de décisions nouvelles et de notions relatives à la jurisprudence actuelle, Paris, 1771, 4 vol.